# Scatole vuote
Scatole vuote è un singolo del cantautore italiano Antonello Venditti, è il quinto singolo tratto dall'album Dalla pelle al cuore. Composta da Antonello Venditti insieme a Alessandro Canini.

## Video
Di questa canzone è stato girato un video, che vede come protagonista il figlio di Venditti, Francesco Saverio,
Il videoclip musicale, ambientato in Italia, racconta la storia di due innamorati, interpretati da Francesco Venditti e Benedetta Valanzano.